# Alfred Grandidier

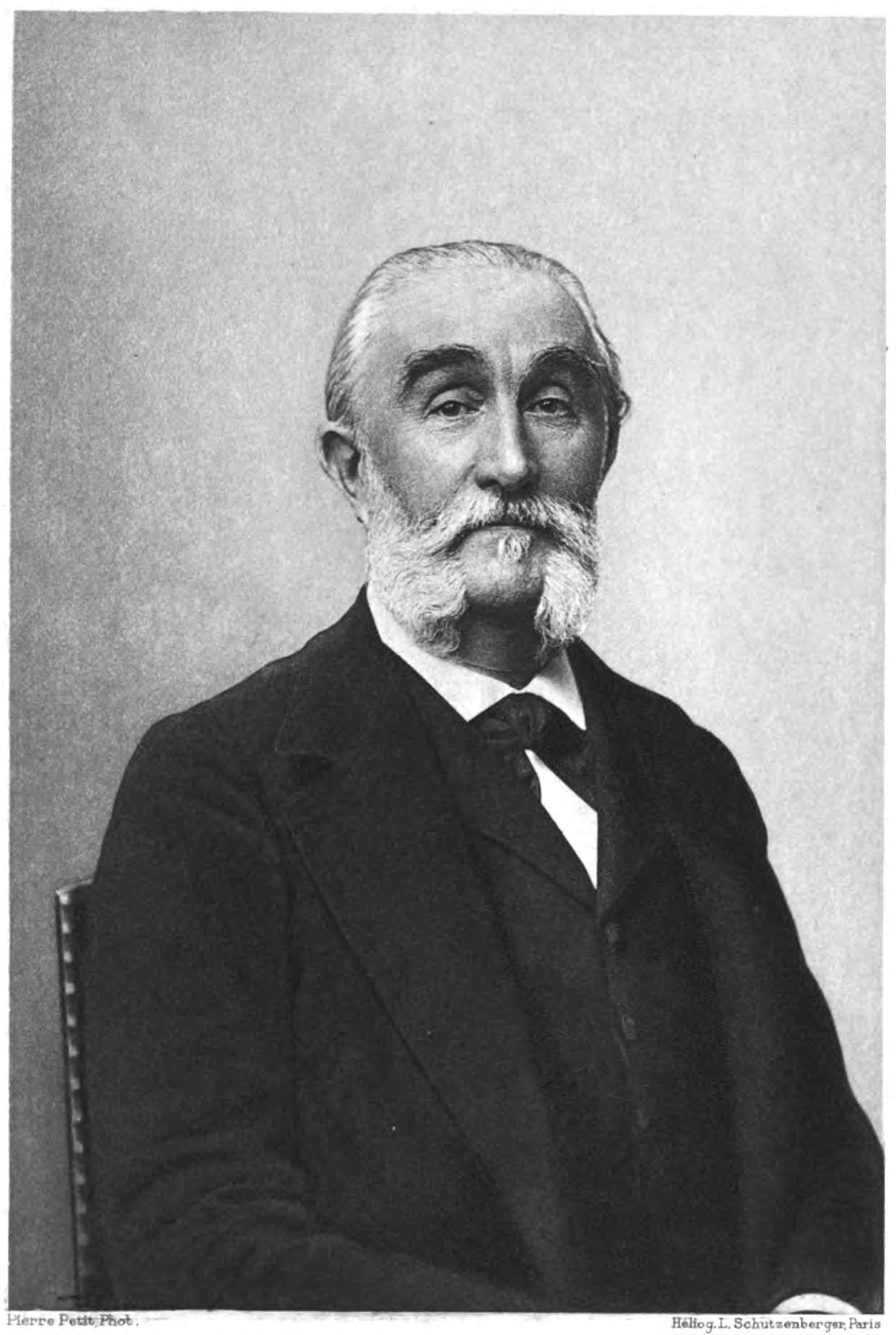
Alfred Grandidier

Alfred Grandidier (* 20. Dezember 1836 in Paris; † 13. September 1921, ebenda) war ein französischer Naturforscher und Weltreisender. Sein offizielles botanisches Autorenkürzel lautet „Grandid.“.

## Reisen

### Reisen 1857–1860
Aus einer wohlhabenden Familie stammend, unternahm er von 1859 bis 1860 gemeinsam mit seinem Bruder Ernest eine Weltreise, die anfangs vom französischen Astronomen Pierre Jules César Janssen geleitet wurde. Dieser musste jedoch nach sechs Monaten krankheitsbedingt in seine Heimat zurückkehren.
Während dieser Reise besuchten die beiden Südamerika (speziell die Anden, Peru, Bolivien, Argentinien und Brasilien), Alfred Grandidier sammelte zahlreiche Arten, welche später von seinem Bruder Ernest analysiert wurden.
Danach trennten sich die Wege der Brüder, Ernest ging nach China, während Alfred (Ost)-Indien und Ceylon bereiste. Er hatte vor, das tibetanische Hochland zu erkunden, wurde aber von Fieberschüben an der Ausführung seines Vorhabens gehindert.
Grandidier reiste danach nach Sansibar, wo er längere Zeit verweilte, teils um sich zu erholen, teils um seine umfangreichen naturwissenschaftlichen Sammlungen zu ordnen.

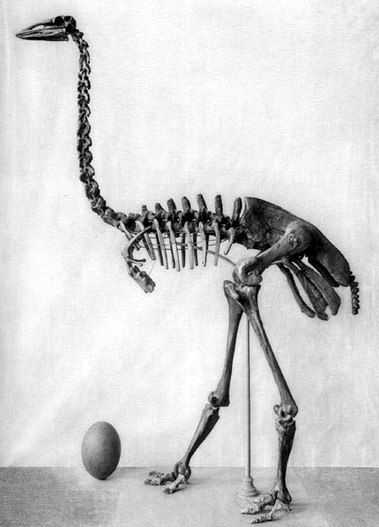
Elefantenvogel (Aeopyornis maximus), Skelettrekonstruktion

### Reisen 1865–1870
Nach einem Abstecher nach Réunion gelangte er 1865 erstmals nach Madagaskar. Die Insel wurde Grandidiers größtes Forschungsprojekt. Bis zu seiner endgültigen Rückkehr nach Frankreich durchquerte er Madagaskar dreimal, er legte 2500 km entlang der Küste und mehr als 3000 km im Landesinneren zurück.
Wichtigstes Produkt dieser ausgedehnten Forschungsreise war die erste Karte Madagaskars. Zudem entdeckte Grandidier erstmals Überreste des Elefantenvogels (Aepyornis maximus), welcher auf Grund seiner Größe von heutigen Forschern als Ursprung der arabischen Roch-Legenden angesehen wird.

## Publikationen
Zurück in Frankreich publizierte er gemeinsam mit dem Ornithologen Alphonse Milne-Edwards und dem Zoologen Léon Vaillant das bedeutendste naturhistorische Werk über Madagaskar, die „L’Histoire politique, physique et naturelle de Madagascar“. Das Werk erschien in über 30 Bänden, die Herausgabe der letzten Bände erlebte Grandidier nicht mehr.

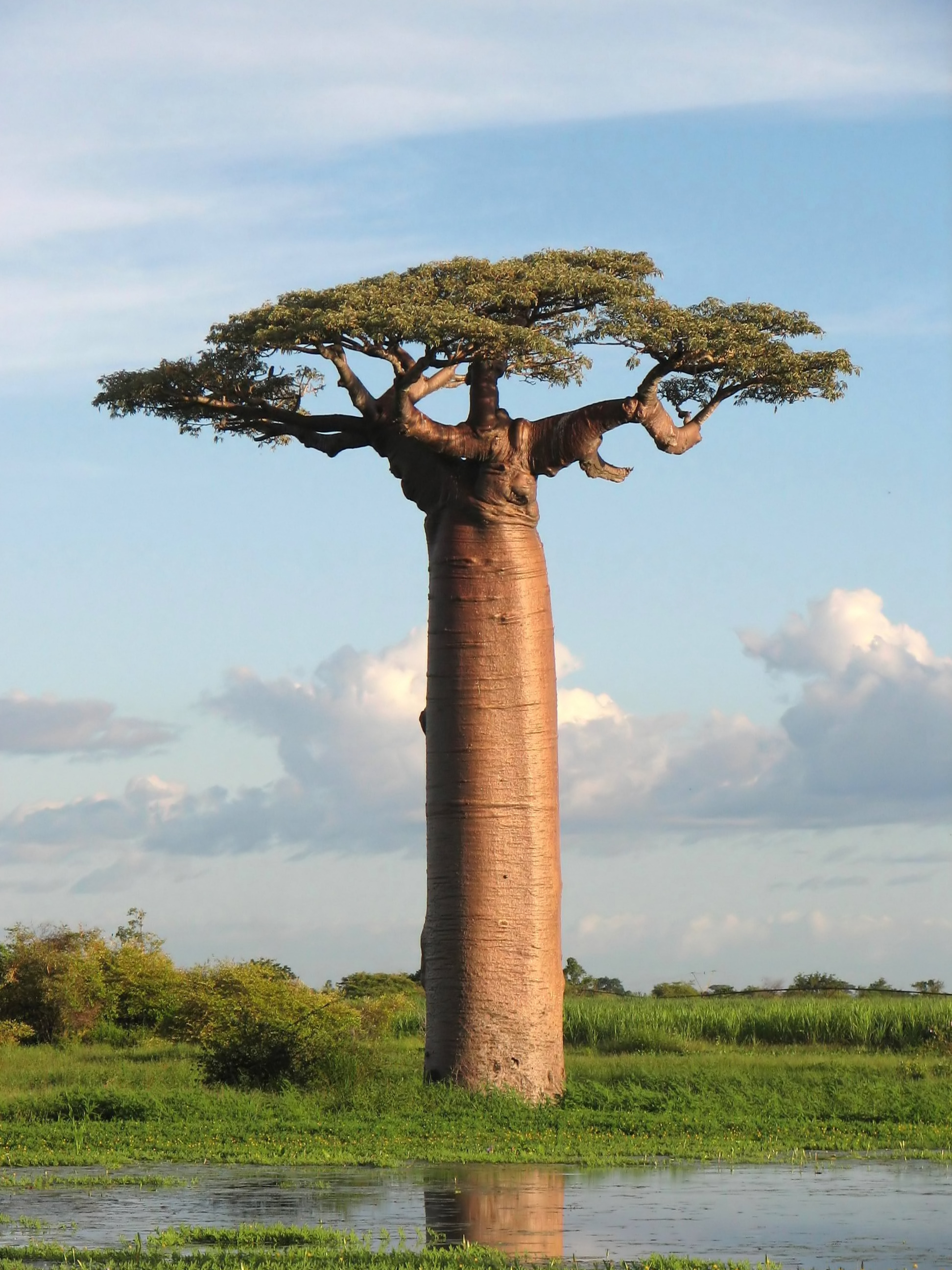
Adansonia grandidieri in Madagaskar

## Einfluss auf den Kolonialismus
Grandidiers Erzählungen und Engagement bezüglich Madagaskar beschleunigten auch das Interesse des kolonialen Frankreich an der Insel. Frankreich wurde bei der internationalen Kongokonferenz 1885 Madagaskar als Interessensgebiet zugesprochen, 1896 errichtete man, nach Absetzung der letzten Herrscherin Ranavalona III., gegen den Willen der indigenen Bevölkerung ein Protektorat.

## Schriften
- Notes sur les mammifères et les oiseaux observés à Madagascar, de 1865 à 1867. In: Revue zoologique de la Société Cuvierienne (= 2). Band 19, 1867, S. 353–360 (biodiversitylibrary.org).
- Histoire physique, naturelle et politique de Madagascar. Paris (1876)
- Carte de l'île de Madagascar. Paris (1885)
- Über die Ostküste Madagaskars. (im Bulletin de la Société de Géographie 1886)
- Histoire de la géographie de la Madagascar. Paris (1893)
- Les voyageurs français à Madagascar pendant les 30 dernières années. (1894)

## Mitgliedschaften
1885 wurde er in die Académie des sciences aufgenommen.

## Ehrungen
Grandidier ist Namensgeber für den Grandidier-Kanal, einer Meerenge vor der Westküste der Antarktischen Halbinsel. Außerdem wurde nach ihm die Gattung Didierea und damit die Familie der Didiereaceae benannt. Auch eine Affenbrotbaumart (Adansonia grandidieri) wurde nach ihm benannt.